# Jailton Alves Miranda
Jailton Alves Miranda, noto come Kuca (Praia, 2 agosto 1989), è un calciatore capoverdiano, attaccante del Marinhense e della nazionale capoverdiana.

## Carriera

### Club
Ha giocato a Capo Verde e in Portogallo.

### Nazionale
Ha esordito in nazionale nel 2009.